# Figura retorica

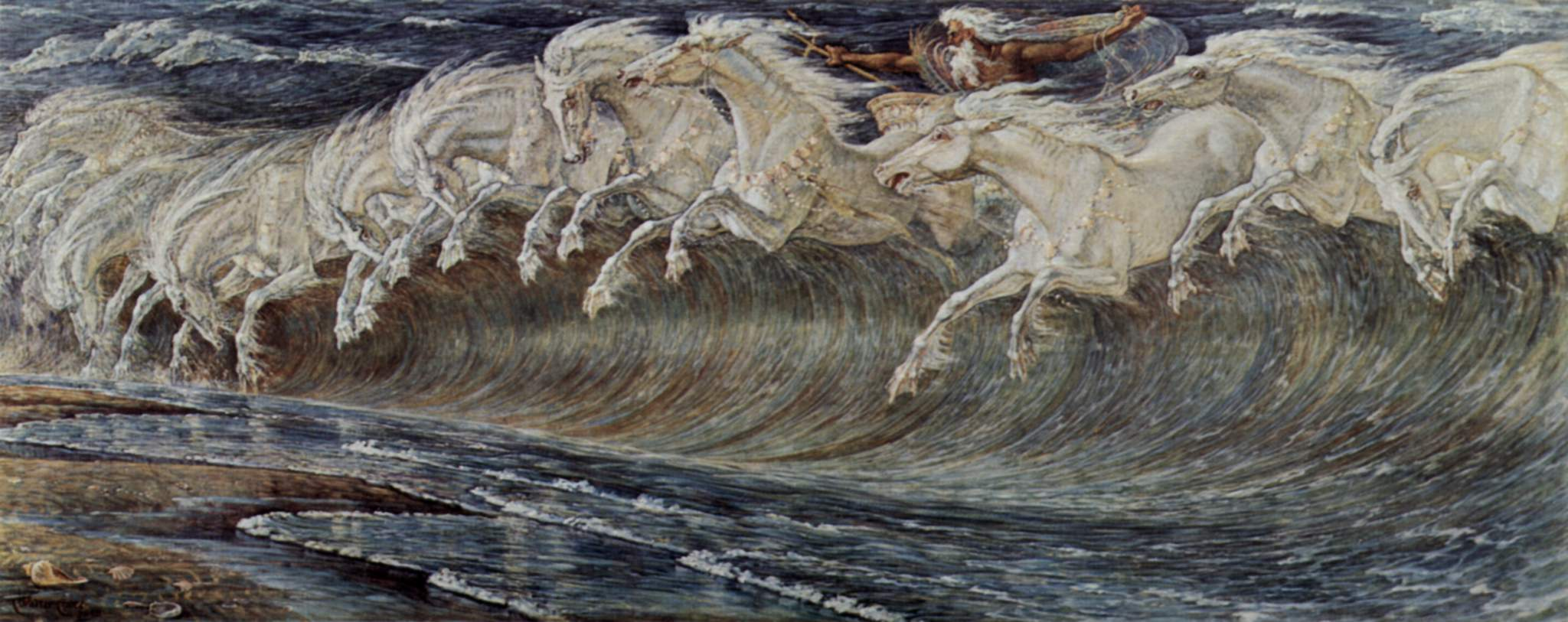
I cavalli di Nettuno (olio su tela di Walter Crane, 1892)

In retorica, fin dalle sue forme classiche, si intende per "figura" (spesso "figura retorica"; in greco σχῆμα, schêma; in latino figura, da fingo, 'plasmo') qualsiasi artificio nel discorso volto a creare un particolare effetto. Si parla di "artificio" in quanto la figura rappresenta, soprattutto nel linguaggio poetico, una "deviazione", uno "scarto" rispetto al linguaggio comune: così le intende il maestro di retorica romano Marco Fabio Quintiliano (I secolo d.C.). Autori come il saggista francese Gérard Genette (in Figure, 1969) hanno evidenziato il paradosso che implica questa definizione, in quanto anche il linguaggio comune è intriso di deviazioni e scarti, con ampio uso delle figure. Dal canto suo, il saggista bulgaro Cvetan Todorov (in Ducrot-Todorov, Dizionario enciclopedico delle scienze del linguaggio, 1972) ha sottolineato come non ogni figura rappresenti una deviazione dal linguaggio comune (non sono tali, ad esempio, l'asindeto e il polisindeto). Nel complesso, a dispetto del chiaro senso dello scarto che le figure portano con sé, non è facile individuare la norma espressiva rispetto a cui la deviazione verrebbe esercitata.
Fu comunque Gorgia da Lentini (V secolo a.C.) il primo ad individuare il ricorrere di espedienti formali nella cura della prosa ricercata, come l'isocolo, l'omoteleuto, l'antitesi. Cicerone (I secolo a.C.) parlò delle figure come di lumina ('luci'), flores ('fiori') e colores ('colori'), per il potere di illuminare il discorso e di attribuirgli varietà e vivacità.
Due sono le figure retoriche che più di altre hanno contribuito a caratterizzare la lingua letteraria: la metafora e la metonimia. La metafora indica un dato oggetto nominandone un altro che sta in rapporto al primo come possibile termine di paragone, ma che proviene da una diversa area semantica (ad esempio, un uomo coraggioso viene indicato come "un leone"); il rapporto di somiglianza tra le diverse aree semantiche sfruttate dalle metafore è storicamente definito, in quanto stabilito in modi diversi nel tempo dai diversi sistemi culturali. La metonimia indica un oggetto nominandone un altro che sta con il primo in un rapporto di contiguità logica ("leggere Dante" intendendo "leggere le opere di Dante") o materiale ("bere un bicchiere" intendendo "bere il contenuto di un bicchiere"). La metafora opera una sostituzione più forte rispetto a quella operata dalla metonimia.
In un certo rapporto con la metafora è l'allegoria, che alcuni intendono come "metafora continuata", cioè una metafora con una durata e uno sviluppo narrativo. Il processo di decodifica dell'allegoria è però razionale.

## Ruolo delle figure nel linguaggio
Sempre in Figure I, del 1969, Genette definisce la figura come "distanza tra segno e senso, come spazio interno del linguaggio". Esiste cioè, nel contesto della intrinseca ambiguità del linguaggio, esaltata nella produzione letteraria, un potenziale valore connotativo delle parole. Nelle parole di Angelo Marchese, la figura sarebbe allora "un processo di connotazione". Ad esempio, il segno vela "si rivolge letteralmente a se stesso" con funzione puramente denotativa. Ma la consapevolezza del rapporto tra vela e nave nella realtà produce la possibilità di percorrere lo "spazio interno" di cui parla Genette: in questo caso, vela è connotata da un rapporto di "parte di un tutto" con il segno nave, di modo che sia possibile retoricamente istituire un rapporto di "parte per il tutto" (sineddoche).
(Angelo Marchese)
(Gérard Genette)

## Classificazione

### Classificazione tradizionale
Identificazione e catalogazione delle figure sono state fin dall'antichità (e fino al XVIII secolo) un problema centrale della retorica. I latini distinguevano innanzitutto figurae in verbis singulis (con modificazione di singole parole) da figurae in verbis coniunctis (con modificazione di più parole connesse). I differenti manuali redatti nel tempo, in particolare in età barocca, hanno prodotto schemi diversi e non è possibile ottenerne una versione unitaria. Anche ricorrendo a Quintiliano (Institutio oratoria, VIII, 6 e IX), è però possibile configurare le principali tipologie di figure secondo la tradizione:
- figure di pensiero o di concetto, che concernono l'idea o l'immagine che appare in una frase, e quindi la coinvolgono per intero:
  - prosopopea
  - apostrofe
  - interrogazione
  - esclamazione
  - imprecazione
  - epifonema
  - reticenza
  - cleuasmo
  - preterizione
- figure di significazione o di significato o anche tropi, che vertono sul senso delle parole e sulla possibilità di modificarlo:
  - metafora
  - metonimia
  - sineddoche
  - antonomasia
  - iperbole
  - litote
- figure di dizione o di parola, che vertono sulla forma delle parole:
  - apocope
  - aferesi
  - metatesi fonetica
  - crasi
- figure di elocuzione, che vertono sul repertorio delle parole e sulla scelta delle più adatte:
  - epiteto
  - ripetizione
  - sinonimia
  - asindeto
  - polisindeto
  - endiadi
- figure sintattiche o di costruzione, che si riferiscono all'ordine delle parole nella frase:
  - chiasmo
  - anafora
  - iperbato
  - dialisi
  - ellissi
  - zeugma
- figure di ritmo, che giocano sugli effetti fonici ottenuti mediante la ripetizione di fonemi, sillabe, parole:
  - onomatopea
  - armonia imitativa
  - allitterazione

Nello specifico, Quintiliano aveva distinto tropi e figure, e queste ultime in figure di parola (in greco λέξεως σχήματα, léxeos schémata; in latino figurae elocutionis o figurae verborum) e figure di pensiero (in greco σχήματα τῆς διανοίας, schémata tês dianóias; in latino figurae sententiae).
Tutte le figure venivano poi catalogate secondo il mutamento (mutatio, 'variazione') e a questo proposito Quintiliano descrive una quadripartita ratio:
- adiectio: aggiunta di elementi linguistici, con conseguente ridondanza dell'espressione;
- detractio: sottrazione di elementi linguistici, come avviene tipicamente nell'ellissi;
- transmutatio: cambiamento della posizione di alcuni elementi linguistici, come avviene tipicamente nell'anastrofe;
- immutatio: sostituzione di elementi linguistici tramite sinonimi, accrescitivi, diminutivi.

### Classificazioni moderne
Le classificazioni tradizionali sono state più volte sottoposte a critica e molteplici sono stati i tentativi moderni di classificazione. Una classificazione particolarmente originale e rilevante è quella elaborata dal grammatico francese Pierre Fontanier (1765-1844) in Les figures du discours (1827-1830).

#### La classificazione di Bonsiepe
Il teorico del design e scrittore tedesco Gui Bonsiepe distinse tra figure sintattiche e semantiche. Nello specifico, egli offre questa catalogazione:
- figure sintattiche
  - figure traspositive
  - figure privative
  - figure ripetitive
- figure semantiche
  - figure contrarie
  - figure comparative
  - figure sostitutive

#### La classificazione del Gruppo μ
Il cosiddetto Gruppo μ (o Gruppo di Liegi) ha prodotto il tentativo più organico di classificazione delle figure, nell'opera Retorica generale, edita a Parigi nel 1970. Le figure sono definite come opere di trasformazione del linguaggio e vengono divise in:
- metaplasmi, che consistono in modificazioni morfologiche, quindi sul piano del significante;
- metatassi, che consistono in modificazioni sintattiche, quindi relative alla struttura delle frasi;
- metasememi, che consistono in modificazioni semantiche, quindi sul piano del significato;
- metalogismi, che consistono in modificazioni logiche, cioè del valore logico di una frase nel suo complesso.